# Црква Успења Пресвете Богородице у Балајинцу
Црква Успења Пресвете Богородице у Балајинцу, насељеном месту на територији општине Мерошина, припада Епархији нишкој Српске православне цркве. Обновљена је 2019. и посвећена је Успењу Пресвете Богородице.
Црква у Балајнцу, првобитно је подигнут 1347. године, а због сарадње мештана са Аустроугарима, Турци су храм напунили запаљивим средствима и народом и потпуно спалили 1693. године. Прва обнова била је 1871. године на темељима урушене старе цркве. Друга обнова била је 1980. године када је било и велико освећење због подизања нивоа Цркве. 
Године 2012. дограђена је припрата са звоником и са јужне стране простор за горионике.